# Luuka Jones
Luuka Jones (* 18. Oktober 1988 in Tauranga) ist eine neuseeländische Kanutin.

## Karriere
Luuka Jones begann im Alter von elf Jahren mit dem Kanusport, nachdem ihre Eltern neben einen Kajak-Abenteuerpark in ihrer Geburtsstadt Tauranga gezogen waren. Dort begann sie nebenbei zu arbeiten und erhielt dafür erste Unterrichtsstunden im Kajak. Ihre ersten Wettkämpfe bestritt sie dann mit 14 Jahren. Nach ihrem Schulabschluss zog sie nach Nottingham, um dort mit der britischen Nationalmannschaft trainieren zu können. Während der Saison lebt sie in Nottingham, in der Wettkampfpause in Auckland. 2008 gab Jones beim Weltcup in Prag ihr internationales Debüt.
Sie nahm dreimal im Einer-Kajak im Kanuslalom an Olympischen Spielen teil. Bei ihrem Olympiadebüt 2008 in Peking kam sie zwar im Vorlauf nicht über den 21. und damit letzten Platz hinaus, schrieb aber als erste weibliche Slalom-Kanutin bei Olympischen Spielen neuseeländische Sportgeschichte. Besser verliefen die Olympischen Spiele 2012 in London, bei denen sie die Vorläufe dieses Mal überstand. Im Halbfinale belegte sie den 14. Platz und verpasste damit das Finale. Vier Jahre darauf erreichte sie in Rio de Janeiro nicht nur wie schon 2012 das Halbfinale, sondern zog erstmals auch in den Endlauf ein. Diesen schloss sie mit einer Fahrzeit von 101,82 Sekunden hinter Maialen Chourraut, die das Finale mit 98,65 Sekunden gewann, und vor Jessica Fox auf dem zweiten Rang ab, sodass sie die Silbermedaille erhielt. Achtmal gewann sie die neuseeländischen Landesmeisterschaften.
Bei den Weltmeisterschaften 2019 in La Seu d’Urgell sicherte sie sich als Drittplatzierte mit der Bronzemedaille ihre erste Podestplatzierung bei Weltmeisterschaften.